# Devil's Knot
Devil's Knot är en amerikansk biografisk kriminaldramafilm från 2013 i regi av Atom Egoyan. 
Filmen, liksom boken den är baserad på, Mara Leveritts Devil's Knot från 2002, handlar om den verkliga historien där tre barn hittas mördade i West Memphis, Arkansas 1993 –  men även om de tre tonåringar som blev kända som West Memphis Three, vilka anklagades för att ha dödat barnen under satanistiska rituella övergrepp. I huvudrollerna ses Colin Firth, Reese Witherspoon, Mireille Enos, Dane DeHaan, Kevin Durand, Bruce Greenwood, Stephen Moyer, Elias Koteas, Amy Ryan och Alessandro Nivola.

## Rollista i urval
- Reese Witherspoon – Pamela Hobbs, Stevie Branchs mamma
- Mireille Enos – Vicki Hutcheson, granne som spelar en roll i målet
- Colin Firth – Ron Lax, brottsutredare
- Dane DeHaan – Chris Morgan, misstänkt
- Jet Jurgensmeyer – Stevie Branch, ett av offren
- Brandon Spink – Christopher Byers, ett av offren
- Paul Boardman Jr. – Michael Moore, ett av offren
- Kevin Durand – John Mark Byers, adoptivpappa till Christopher Byers
- Bruce Greenwood – domare David Burnett
- Stephen Moyer – John Fogelman, biträdande åklagare
- Elias Koteas – Jerry Driver, Echols övervakare
- Amy Ryan – Margaret Lax, hustru till Ron Lax
- Alessandro Nivola – Terry Hobbs, styvpappa till Stevie Branch
- Kristopher Higgins – Jessie Misskelley, Jr., en av de misstänkta
- James Hamrick – Damien Echols, en av de misstänkta
- Seth Meriwether – Jason Baldwin, en av de misstänkta
- Gary Grubbs – Dale Griffis, kultexpert
- Martin Henderson – Brent Davis
- Collette Wolfe – Gloria Shettles, utredare i Echols försvarsteam
- Kristoffer Polaha – Val Price, Echols offentliga försvarare
- Rex Linn – kommissarie Gary Gitchell
- Matt Letscher – Paul Ford, Baldwins försvarsadvokat
- Michael Gladis – Dan Stidham, Misskelleys försvarsadvokat
- Brian Howe – kriminalpolis McDonough
- Robert Baker – Bryn Ridge, polis
- Wilbur Fitzgerald – Tom